# MRDB
MRDBはティーディーシーソフトウェアエンジニアリング株式会社（現：TDCソフト株式会社）がかつて開発・販売していた日本語関係データベースシステムである。2014年4月をもって販売およびサポートを終了した。

## 特徴
事務系アプリケーション開発の効率化をコンセプトに開発された。 VisualStudioのようなWebシステムからOffice・DBアプリなどでも開発できる万能開発環境という路線と異なり、Windowsアプリ開発・帳票作成に特化することでアプリケーションの高速開発・保守に重きをおいたソフトである。
最新バージョンはMRDB NE。「処理のパターン化」と「日本語の関数」を特長とし、初心者にも扱いやすい。また開発専門の人の 要求にも応える高い応用性の両面を備えている。 ネットワークへの対応としては、簡易なファイル共有型LAN形態からMRDB独自サーバによるC/S形態、 更に外部データベース(SQL ServerやOracleなど)と接続する本格的C/S形態と、業務ニーズやシステム規模に応じた使い分けができる。

## 歴史
- 1984年　MRDB V1
- 1985年　MRDB V2
- 1986年　MRDB V3
- 1988年　MRDB V4
- 1994年　MRDB for Windows V1.0
- 1996年　MRDB V6.0
- 2004年　MRDB NE
- 2014年　販売およびサポート終了

## エピソード
- 1986年大島三原山噴火の際、MRDBで開発された避難民管理システムの功績により、東京都庁から感謝状を贈られた事がある。
- 上記の実績から多くの自治体で採用されている。静岡県富士宮市役所が代表的な例である。
- 杉並区、練馬区をはじめ、全国約50の自治体で、投票受付システム(選挙事務支援システム)として採用されている。